# Miriam Cruz

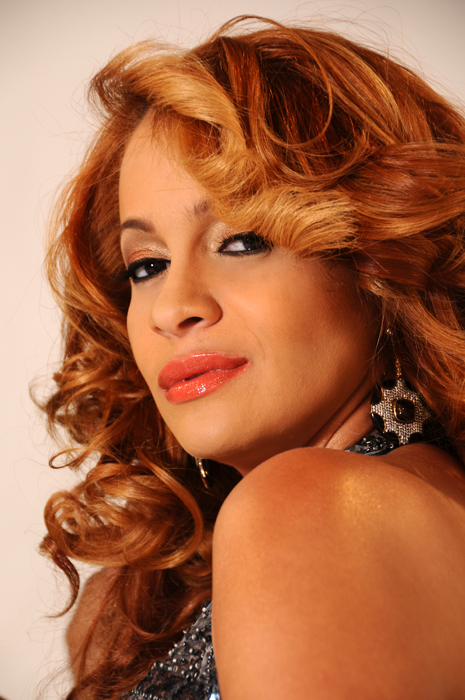
Miriam Cruz (2010)

Miriam Aracelis Cruz Ramírez (* 17. August 1968 in Santo Domingo) ist eine dominikanische Merengue-Sängerin.
Cruz begann ihre professionelle Laufbahn 1982 als Mitglied der von Wilfrido Vargas gegründeten Gruppe Las Chicas del Can, der sie bis 1992 angehörte. Nach dem Ausscheiden von Belkis Concepción wurde sie 1985 Solosängerin der Gruppe, mit der sie jedes Jahr ein Album veröffentlichte. 1993 begann sie eine Solokarriere mit dem Album Nueva Vida, das mit Hit-Singles wie Tómalo Tú (von Frantoni Santana), La Loba (von Ramón Orlando) und Te Propongo (von Juan Luis Guerra) ein großer Erfolg wurde.
Sie unternahm dann mit eigenem Orchester als Miriam Cruz y las Chicas Konzertreisen durch Venezuela, Kolumbien, Perú, Puerto Rico, die USA und Europa und hatte beim Gesangsfestival der Organización de Televisión Iberoamericana in Valencia mit Manuel Jiménez’ Agua de Sal einen weiteren Hit.
In den nächsten zehn Jahren spielte Cruz die Titelrolle in Amaury Sánchez’ Produktion des Musicals Evita. Ihr zweites Soloalbum Punto y Aparte erschien 2001 bei Sony Music und war im Vergleich zum ersten nur ein mäßiger Erfolg. Es folgten die Alben Aquí Estoy (2006) und Siempre Diva (2012).